# سونيت 58
السونيت 58 هي واحدة من السوناتات الـ 154 التي كتبها الكاتب الشاعر الإنجليزي وليام شكسبير.